# Измаильская и Болградская епархия
Измаильская и Болградская епархия — епархия Украинского экзархата Русской православной церкви, существовавшая в 1945—1955 годы.

## История
Приходы Южной Бессарабии, находившейся с начала XVI века под властью турецкого султана, подчинялись Проилавскому (Браиловскому) митрополиту Константинопольского патриархата, которая включала земли, прилежащие к Килии и Аккерману, возможно, северная часть Добруджи. Резиденция митрополита располагалась в Брэиле, но в некоторый периоды она находилась в Измаиле, Рени, Галаце и др.
В результате русско-турецкой войны 1806—1812 годов Османская империя отказалась от Бессарабии в пользу России.
По Парижскому трактату 1856 года, заключенному после Крымской войны, Россия уступила Румынии южную часть Бессарабской губернии: Измаильский, Аккерманский и Кагульский уезды.
26 марта 1857 года митрополит Румынский Михаил (Михалеску) создал духовную консисторию в Измаиле для управления приходами этих уездов. 3 ноября 1864 года по решению Совета министров Румынии была образована Нижнедунайская епархия с центром в Измаиле, включившая большую часть Южной Бессарабии и Ковурлуйский уезд; Кагул был присоединен к Хушской епархии. Управляющим Нижнедунайской епархией стал выпускник Киевской Духовной Академии епископ Мелхиседек (Стефанеску), который основал в Измаиле духовную семинарию, начал активную деятельность среди живших в Южной Бессарабии и Буджаке русских старообрядцев.
В соответствии с Берлинским трактатом, подписанным после окончания русско-турецкой войны 1877—1878 годов, южные районы Бессарабии вновь отошли Российской империи. Здесь были образованы Аккерманский и Измаильский уезды Бессарабской губернии, Кагул перестал быть центром самостоятельного уезда. В церковном отношении эти уезды стали частью Кишинёвской и Хотинской епархии. В 1893 году начало работу Измаильское духовное училище.
30 декабря 1909 года учреждено Измаильское викариатство Кишинёвской епархии.
27 марта 1918 года Румыния оккупировала Бессарабию, и на территории жудецов Измаил, Четатя-Албэ и Кагул возобновила деятельность Нижнедунайская епископия Румынской православной церкви. Нижнедунайским архиереем в июне 1918 года был назначен архиепископ Никодим (Мунтяну), который 1 августа 1918 года рекомендовал епископа Дионисия (Эрхана) на кафедру в Измаил. Синод Румынской Церкви постановил присвоить Дионисию титул «епископ Четатя-Албский и Измаильский, викарий Кишинёвской епархии».
В феврале 1923 года по инициативе архиепископа Кишинёвского и Хотинского Гурия (Гросу) была образована самостоятельная Четатя-Албскую и Измаильскую епархию, которая также именовалась Южнобессарабской. Первым самостоятельным Четатя-Албским епископом стал хиротонисанный 3 апреля 1923 года Нектарий (Котлярчук). Поскольку в городе Четатя-Албэ не оказалось подходящего здания, епархиальное управление перенесли в Измаил, где имелся большой собор. Первой кафедрой епископа стал Покровский собор в Измаиле, 2-м кафедральным храмом являлся Вознесенский храм в Четатя-Албэ. Четатя-Албская и Измаильская епархия состояла из 10 округов, включала юго-западную часть современной Молдавии и западная часть современной Одесской области Украины — историческую область Буджак. В том же году Измаильское духовное училище было преобразовано в Измаильскую духовную семинарию. С 1929 года издавался бюллетень Четатя-Албской епархии. В 1935 году в Измаиле был возведён кафедральный собор во имя равноапостольных Константина и Елены, при котором был устроен одноимённый монастырь.
В годы румынской оккупации Молдавии во время Великой Отечественной войны Четатя-Албская епархия была возобновлена в пределах 3 жудецов Румынии: Четатя-Албэ, Измаил и Килия. В 1944 году, в связи с наступлением Красной Армии, Четатя-Албская епархия вернулась в юрисдикцию РПЦ. Её большая часть — в пределах Измаильской области Украинской ССР — была преобразована в Измаильско-Болградскую епархию.
15 февраля 1954 года Измаильская область была упразднена, а её территория была приоединена к Одесской. Поскольку в тогдашних условиях Русской православной церкви не полагалось иметь больше одной епархии на территории одного региона, 1 февраля 1955 года Измаильская епархия была упразднена, а её территория вошла в состав Одесской.

## Епископы
Нижнедунайская епархия Румынской православной церкви
- Мелхиседек (Стефанеску) (1865—1879)

Измаильское викариатство Кишинёвской епархии Русской православной церкви
- Гавриил (Чепур) (17 января 1910 — 22 ноября 1911)
- Зиновий (Дроздов) (11 декабря 1911 — 17 января 1913)
- Неофит (Следников) (10 марта 1913 — 13 ноября 1914)
- Дионисий (Сосновский) (17 ноября 1914 — 4 февраля 1918)

Измаильское викариатство Кишинёвской епархии Румынской православной церкви
- Дионисий (Эрхан) (2 июля 1918 — 10 марта 1923)

Измаильское викариатство Кишинёвской епархии Русской православной церкви
- Алексий (Сергеев) (3 декабря 1940 — лето 1941) в/у, еп. Тульский

Измаильская и Болградская епархия
- Иов (Кресович) (14 февраля 1945 — 5 апреля 1946)
- Максим (Бачинский) (май 1946 — 10 июля 1947)
- Анатолий (Бусел) (март-апрель 1948 — 27 декабря 1951)
- Варлаам (Борисевич) (27 декабря 1951 — 1 февраля 1955)